# Шерман Ганна Ігорівна
Ганна Ігорівна Шерман (нар. 1 вересня 1968) — українська журналістка і редакторка, театрознавиця, головна редакторка журналу «Антиквар» (з 1 серпня 2007 року), директорка ВД «Антиквар». Заслужений журналіст України. Експертка з рейтингу Фокуса «50 найвпливовіших людей сучасного українського мистецтва». Викладачка кафедри театрознавства в Київському національному університеті театру, кіно і телебачення імені Івана Карпенка-Карого.

## Життєпис
Ганна Шерман народилася 1 вересня 1968 року в Києві.
 
Закінчила Київську середню школу № 79, потім  Київський національний університет театру. 
У 2004 та 2005 році писала для «Подробности». З 2005 року Ганна Шерман працює в журналі «Профіль Україна». З 14 серпня 1998 року пише для журналу «День». На думку співробітниці  газети Наталії Лигачової:
У «Дні» у відділі культури був підвідділ «Телебачення», очолюваний Інгою Балицькою. Там працювали дуже хороші журналісти — Ганна Шерман, Тетяна Панасенко, вони намагалися аналізувати телепродукт, але, головним чином, робили інтерв'ю, репортажі…
У 2007 році Ганна Шерман обіймала посаду заступника головного редактора і одночасно редактора розділу «Завжди». 1 червня 2007 року Ганну Шерман призначили першим заступником головного редактора журналу «Профіль Україна». 
З 1 серпня 2007 року  Ганна Шерман стала головним редактором журналу «Антиквар». Юрій Володарський, попередній головний редактор журналу «Антиквар», що випустив перше число часопису в листопаді 2006 року, зазначив у 2015 році:
 Коли я робив цей журнал, мені і в голову не приходило, на що він може перетворитися. Я не уявляв, що його очолить ця чудова жінка. І так, як зробила цей журнал чудова Аня Шерман, я б ні за що і ніколи не зміг би його зробити.
Аналітичні здібності Ганна Шерман продемонструвала у публікації 30 березня 2013 року, де  передрекла закриття журналу Esquire-Україна, який закрили через рік.
 
У 2014 році взяла участь у Книжковому Арсеналі 2014, де презентувала книгу Едуарда Щербенко «Майдан-2013».
Ганна Шерман викладає на кафедрі театрознавства Київського національного університету театру, кіно і телебачення імені Івана Карпенка-Карого.
Відома своєю активною громадяеською позицією. У 2015 році вона з редакторським колективом  зібрала мільйон гривень для протезування бійців ЗСУ, які воювали на Сході України.
2 квітня 2016 року брала участь у соціально-мистецькому проекті «Стратиграфія» у дискусії «Як писати і знімати про архітектуру і урбаністику?». 14 червня 2016 року до референдуму в Голландії була співорганізатором виставки «Вишивка авангарду» у столичному просторі EDUCATORIUM.